# Улоф Гермелін
Улоф Нільссон Скрагге, у дворянстві Гермелін (швед. Olof Nilsson Skragge, Hermelin, нар.1658 р. у м.Філіпстад — пропав 1709 р. у Полтавській битві) – шведський професор з риторики та юриспруденції, історіограф королівства, державний секретар, дипломат.

## Біографія
Улоф Скрагге навчався в Уппсальському університеті. Зарахований до університету під ім’ям Скрагге, він змінив його на Гермелін, що було, власне, прізвиськом, даним товаришами за його незвичайну жвавість (нім. Hermelin — горностай). Потому став гувернером при дитині королівського канцлера Стенбока. Поїхав услід за сім’єю до Голландії, і вивчав там політологію. Після закордонної поїздки, з якої повернувся у 1687 р., він вступив на службу в Королівський архів. Після служби в архіві та у Магнуса Габріеля Делагарді йому присвоїли звання професора з римської риторики та поезії в університеті м. Дерпт. Двома роками пізніше був призначений професором римського та шведського права в тому самому навчальному закладі та супроводив його, коли той згодом розмістився у м.Пярну. У 1699 р. він став офіційним історіографом Шведського королівства після Лаґерльофа, але за свої вміння і навички з риторики заслужив визнання як дипломат. Наступного року покликаний графом Піпером у шведську армію у Ліфляндії та, зокрема, дістав доручення спростувати письмово той образливий маніфест, який цар і король Польщі Август веліли розповсюдити по Швеції. Опісля застосував свої вміння багатьма різними способами там, де були в потребі його знання як державного діяча, геніальне перо або визначні ораторські здібності. 1703 року йому надали шведське дворянство, а в 1705 р. його підвищили у званні до державного секретаря та радника-канцлера. За іншими даними, у 1702 р. він записався в армію як складач промов та одержав дворянський титул. 
У 1705 р. його призначили держсекретарем. Переговори його і Карла Піпера з посольством Августа Сильного увійшли в історію як Альтранштадський мир. Взагалі він здебільшого слідував за королем і армією протягом її походу аж до Полтави. Державні діячі Європи ставилися до нього з пошаною, а французький міністр Торсі висловлював думку, що «треба приділяти велику увагу особі з таким метким і гострим розумом».
Гермелін уславився і в такому вченні як любов до батьківщини. Він неабияк дбав за славу шведської мови. Ще будучи поетом-латиністом, заслужив на спогади співвітчизників. Гермелін створив працю «Hecatompolis Suionum» (сто міст шведів), що містить пісні про всі без винятку міста Швеції, та мав намір подати під заголовком «Heroes Sueciæ»(Герої Швеції) життєписи найвизначніших постатей вітчизни, а також видати збірку праць шведських поетів. Він мав час і таємне завдання скласти опис до «Suecia Antiqua et Hodierna» (Швеція стародавня і сьогоденна) Дальберга.

## Версії загибелі
Коли поразку шведів можна було передбачити з усією очевидністю, Гермелін підпалив польову канцелярію, щоб її важливі папери не потрапили в руки росіян. Зате це стало його власним провалом. Адже цар Петро дуже розгнівався за ту різкість, з якою Гермелін торкався у своїх творах як його самого, так і його союзників. За деякими даними Гермеліна було відразу зарубано у власному наметі царя, за іншими — відвезено і кинуто у підземну в'язницю або зачинено у віддаленому монастирі. В обох останніх випадках кажуть, що він дожив до 1712 р.

## Сім'я
Його батьком був бургомістр Нільс Монсон Скрагге, а мати – Карін Андешдотер. У 1689 р. він одружився з Геленою Бремшьольд, і овдовів 1698 р. У 1700 р. він одружився вдруге з Маргаретою Окергільм (дочкою Самуеля Окергільма-старшого), діти якої з попереднього шлюбу з Еліасом Обрехтом були прийняті у дворянство разом з Улофом Гермеліном під ім’ям вітчима.